# 가쿠역 (도쿠시마현)
가쿠역(일본어: 学駅)은 일본 도쿠시마현 요시노가와시에 위치한 시코쿠 여객철도 도쿠시마 선의 철도역이다. 역 번호는 B12이며, 상대식 승강장 2면 2선의 구조를 갖춘 지상역이다.

## 타는 곳
| 1 | ■ 도쿠시마 선 | 상행 | 가모지마 · 도쿠시마 방면   |
| 2 | ■ 도쿠시마 선 | 하행 | 아나부키 · 아와이케다 방면 |

## 이용 현황
| 연도     | 하루 평균 | 연도     | 하루 평균 |
| 1995년도 | 473       | 2003년도 | 331       |
| 1996년도 | 435       | 2004년도 | 329       |
| 1997년도 | 418       | 2005년도 | 325       |
| 1998년도 | 401       | 2006년도 | 333       |
| 1999년도 | 370       | 2007년도 | 320       |
| 2000년도 | 358       | 2008년도 | 314       |
| 2001년도 | 359       | 2009년도 | 292       |
| 2002년도 | 353       | 2010년도 | 265       |
| -------- | --------- | -------- | --------- |

## 역 주변
- 요시노강
- 가쿠시마강
- 국도 제192호선

## 인접 역
| 시코쿠 여객철도             | 시코쿠 여객철도 | 시코쿠 여객철도         |
| --------------------------- | --------------- | ----------------------- |
| B 11 아와카와시마 사코 방면 | 도쿠시마 선     | 야마세 B 13 쓰쿠다 방면 |